# 6616 Plotinos
6616 Plotinos eller 1175 T-1 är en asteroid i huvudbältet som upptäcktes den 25 mars 1971 av den nederländsk-amerikanske astronomen Tom Gehrels och det nederländska astronomparet Ingrid van Houten-Groeneveld och Cornelis Johannes van Houten vid Palomarobservatoriet. Den är uppkallad efter den grekiska filosofen Plotinos.
Asteroiden har en diameter på ungefär 4 kilometer och den tillhör asteroidgruppen Vesta.